# EN202

## Viana do Castelo - Monção
A EN 202 é uma estrada nacional que integra a rede nacional de estradas de Portugal.
Iniciava-se na N13, na cidade costeira de Viana do Castelo, terminando em Monção.
Fazia a margem direita do Rio Lima, a sua irmã N203 faz a margem oposta.
A estrada hoje em dia começa em Monção e acaba em São Gregório, na fronteira com Espanha. O troço que passa pela Serra da Peneda (Arcos de Valdevez-Melgaço) passou a Estrada Municipal e o resto desde Viana do Castelo foi desclassificado devido à construção da A27 e do IC28. 
Foi, no entanto, construída uma variante à antiga estrada em todo o percurso. O troço desta variante entre Melgaço e a fronteira foi reclassificado.  